# Belaspidia longicauda
Belaspidia longicauda är en stekelart som beskrevs av Halstead 1988. Belaspidia longicauda ingår i släktet Belaspidia och familjen bredlårsteklar.
Artens utbredningsområde är den amerikanska delstaten Kalifornien. Inga underarter finns listade.